# Platysenta sobria
Platysenta sobria là một loài bướm đêm trong họ Noctuidae.